# Julio César Jobet
Julio César Jobet Bourquez (18 de janeiro de 1912 - 1980) foi um historiador Marxista chileno. Ele era descendente de colonos franceses e espanhóis  que chegaram à Região de La Araucanía , na sequência da Ocupação da Araucanía. Ele foi um detractor do historiador Jaime Eyzaguirre , a quem ele criticou em termos ásperos.
Memória chilena lista de suas obras mais importantes, como:
- Los fundamentos del marxismo (1939)
- Santiago Arcos Arlegui y la sociedad de la Igualdad: Un socialista utopista Chileno (de 1942)
- Ensayo crítico del desarrollo económico-social do Chile (1951)
- Luis Emilio Recabarren: los orígenes del movimiento obrero y del socialismo chileno (de 1955)
- Los precursores del pensamiento social de Chile (1956)
- El Partido Socialista do Chile (1971).